# Stephen Leaney
Stephen Leaney (* 10. März 1969 in Busselton, Western Australia) ist ein australischer Profigolfer.

## Werdegang
Er wurde 1992 Berufsgolfer und wandte sich zunächst mit Erfolg der PGA Tour of Australasia zu, auf der er im Jahr zuvor schon als Amateur ein Turnier gewinnen konnte. Ab der Saison 1998 bespielte Leaney regelmäßig die European Tour und hatte im ersten Jahr einen beeindruckenden Einstand als Elfter der Geldrangliste sowie mit zwei Turniersiegen. Bis 2003 verblieb er auf dieser Turnierserie, holte sich zwei weitere Titel, darunter die prestigeträchtigen German Masters 2002, und versuchte sich danach – ohne diese Erfolgsserie fortsetzen zu können – auf der nordamerikanischen PGA TOUR. Hervorzuheben ist ein zweiter Platz bei den US Open im Jahre 2003 und ein vierter Platz bei der WGC-Accenture Match Play Championship 2004, wo er im Semifinale Tiger Woods knapp unterlag.
Leaney war Mitglied des Internationalen Teams beim Presidents Cup des Jahres 2003, und er vertrat sein Land im Dunhill Cup 1999 und 2000, sowie im WGC-World Cup 2004.
Stephen Leaney ist seit 2001 mit seiner Frau Tracey verheiratet. Die beiden haben ein Kind und Wohnsitze in Perth und im englischen Camberley.

## Turniersiege

### Amateurturniere
- 1992 Malaysian Amateur Championship, Lake Macquarie Invitational

### PGA Tour of Australasia
- 1991 Western Australian Open (als Amateur)
- 1994 Western Australian Open
- 1995 Victorian Open
- 1997 Victorian Open, Western Australian Open, Western Australian PGA Championship
- 1998 ANZ Players Championship

### European Tour
- 1998 Moroccan Open, TNT Dutch Open
- 2000 TNT Dutch Open
- 2002 German Masters

### Andere Turniersiege
- 2002 Western Australian Open
- 2004 Western Australian Open

## Teilnahmen an Teambewerben

### Amateur
- Eisenhower Trophy (für Australien): 1992

### Professional
- Alfred Dunhill Cup (für Australien): 1999, 2000
- WGC-World Cup (für Australien): 2004
- Presidents Cup (Internationales Team): 2003